# Separowo
Separowo – wieś w Polsce położona w województwie wielkopolskim, w powiecie grodziskim, w gminie Granowo.
Leon Plater w XIX-wiecznej książce pod tytułem "Opisanie historyczno-statystyczne Wielkiego Księztwa Poznańskiego" (wyd. 1846) zalicza folwark Separowo do wsi mniejszych w ówczesnym powiecie bukowskim, który dzielił się na cztery okręgi (bukowski, grodziski, lutomyślski oraz lwowkowski). Folwark Separowo należał do okręgu bukowskiego, w obrębie majętności prywatnej Bielawy, której właścicielem była wówczas kapituła poznańska. Według spisu urzędowego z 1837 roku wieś liczyła 31 mieszkańców i 3 dymy (domostwa).
W latach 1975–1998 miejscowość administracyjnie należała do województwa poznańskiego. We wsi funkcjonowało w okresie PRL duże Państwowe Gospodarstwo Rolne (PGR).